# Catherine Feff
Catherine Feff est une peintre française née le 5 mars 1954 à Paris.
Elle est spécialisée dans la création et la réalisation de peintures de grandes dimensions.

## Biographie
En 1986, Catherine Feff fonde une entreprise spécialisée dans la communication artistique de grandes dimensions. Elle a préalablement étudié à l’École nationale supérieure des arts décoratifs, puis au Centre de formation des journalistes, rue du Louvre à Paris pour exercer en suivant la fonction de rédactrice styliste au magazine Okapi à Bayard Presse de 1978 à 1985. Fille d’un artisan peintre et mariée à un entrepreneur, elle est mère de trois enfants.

## Œuvres

### Les années 1980/90: les débuts
Catherine Feff commence sa carrière dans le domaine artistique en réalisant des décors peints à la main en trompe-l'œil pour des cafés et restaurants parisiens.

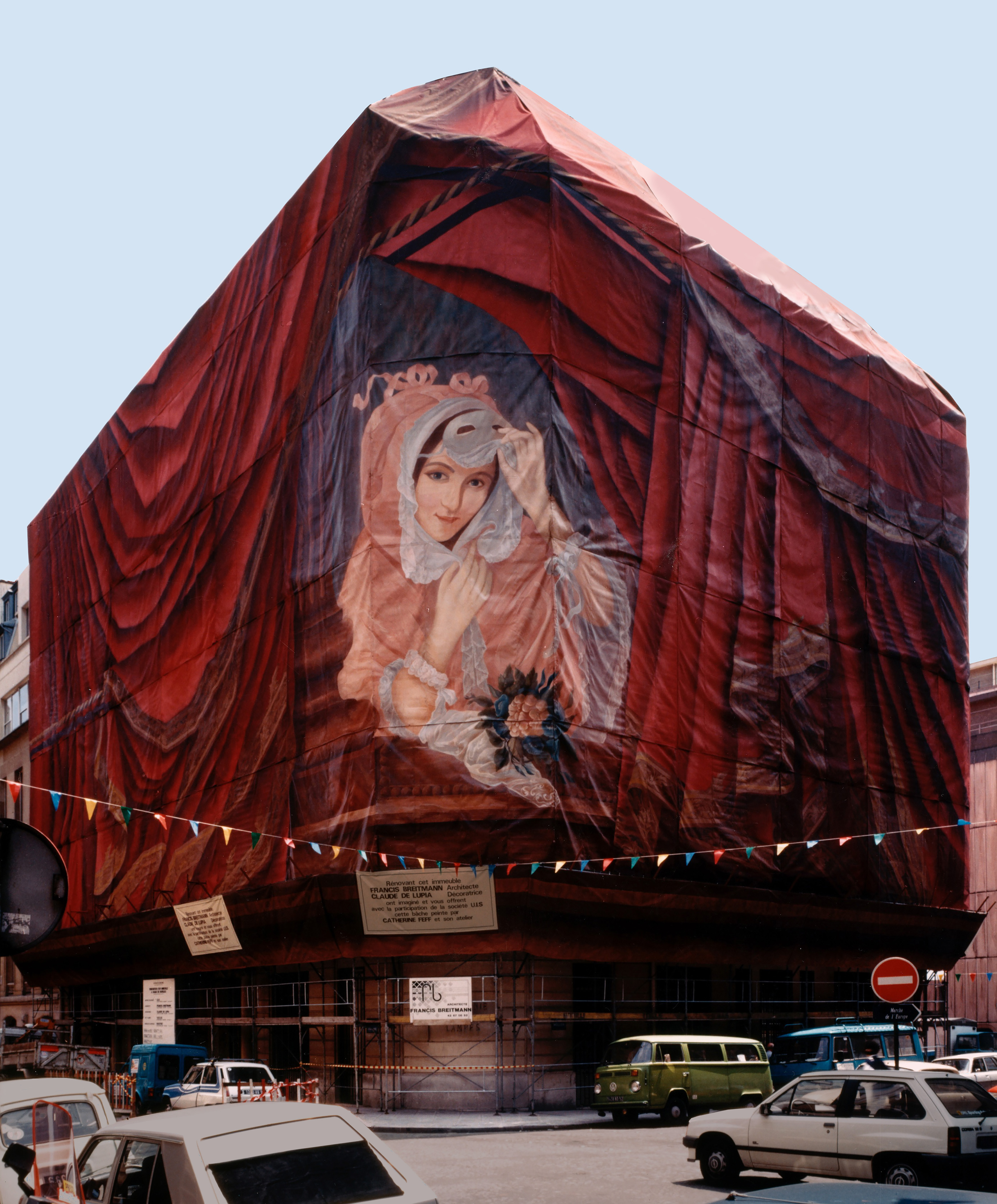
Toile événementielle Coup de Théâtre au 29, rue de Lisbonne à Paris (1986).

La première bâche artistique peinte par Catherine Feff a été réalisée en 1986 à Paris, rue de Lisbonne. En tout, 1 800 m2 de toiles ont été accrochées sur les trois côtés de l’immeuble Mazda situé au 29, rue de Lisbonne à Paris. Les premières bâches peintes artistiques furent aussitôt plébiscitées par l’ensemble du public.
De nombreuses créations et réalisations en grands formats ont ensuite été effectuées par Catherine Feff et son équipe, en France, en Europe, aux États-Unis et en Extrême Orient.

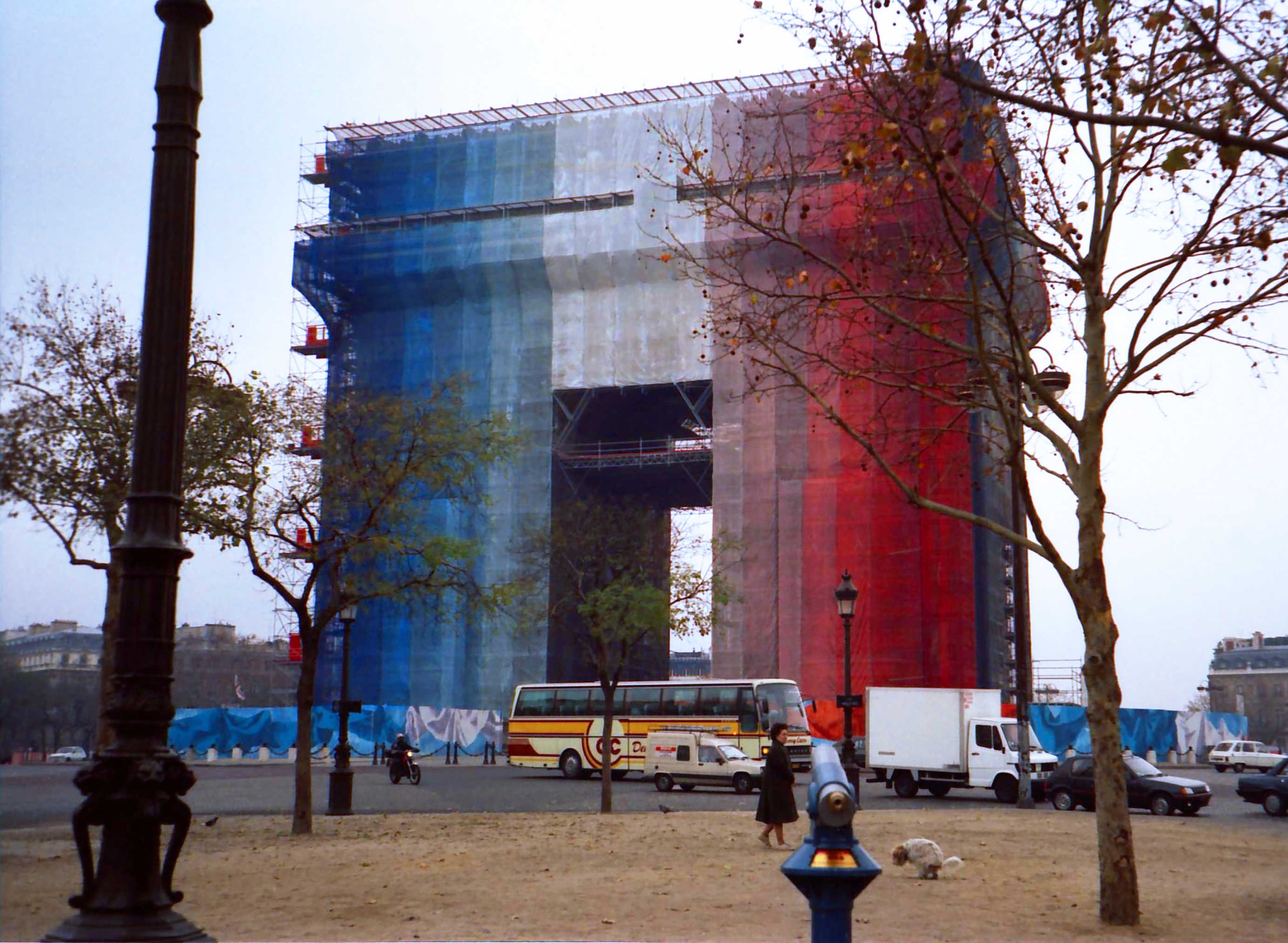
Drapage de l'Arc de Triomphe à Paris (1989).

C'est en 1989 qu'elle réalise le drapage de l'Arc de Triomphe en bleu, blanc, rouge avec quatre tonnes de peinture et 250 jours de travail.
En juin 1990, elle « habille » l'Obélisque de la Place de la Concorde d'un poste de radio géant pour commémorer le cinquantenaire de l'Appel du 18 juin 1940 du Général de Gaulle.
En 1992, elle réalise une grande toile d'échafaudage de 600 m2, façon gravure ancienne, pour la façade de l'église de la Madeleine. Il s'agit d'un trompe-l'œil dissimulant les travaux de restauration du monument.
Le plus grand décor a été créé à Berlin pour la reconstitution, taille réelle, du Berliner Stadt Schloss, ancienne résidence des Hohenzollern jusqu'à la chute de l'Empire allemand à la fin de la Première Guerre mondiale. Pour la réalisation de ce décor de 10 000 m2, Catherine Feff a reçu en 1993, un diplôme du Livre Guinness des records pour le plus grand trompe-l’œil réalisé sur toile.
Les fauteuils de l'Opéra ont été une autre œuvre spectaculaire de l'artiste, réalisée en 1995, sur la façade principale de l'Opéra Garnier.
En 1997, pour l'anniversaire de la cinquantième édition du Festival de Cannes, elle habille d'une toile monumentale de 700m2 peinte en trompe-l’œil le Palais du Festival. On y voit les portraits de personnalités de l'histoire du cinéma qui ont disparu : Ingrid Bergman, Charlie Chaplin, Grace Kelly, Alfred Hitchcock, Federico Fellini, Marcello Mastroianni...
À l'aube de l'an 2000, dans le cadre des manifestations du Temps du Maroc en France, elle expose place de la Concorde, la reconstitution, en taille réelle, de la Porte de Meknès, Bab Mansour el Aleuj. Constituée de 3 000m2 de toiles peintes tendues sur une charpente métallique ce décor a été réalisé à Meknès avec le concours d'une quarantaine d’artisans.

### Les années 2000
Catherine Feff et son atelier ont peint ses toiles géantes jusqu’aux années 2000.
Par exemple, elle recouvre l'église de la Madeleine par un portrait de Jésus pour le spectacle de Robert Hossein Jésus la résurrection.
La Maison de l'Alsace sur les Champs-Elysées sera recouverte d'un décor de calendrier de l'avent pour les fêtes de fin d'année en 2006.
En 2010, le Louvre des Antiquaires et l'Opéra Garnier seront également décorés par l'artiste.
Les toiles ont été ensuite imprimées à partir de fichiers numériques. Au fil des années les échafaudages sont devenus des supports de communication pour des toiles événementielles et publicitaires. Les annonceurs accompagnent les villes et l’État pour recueillir des fonds destinés aux travaux de restauration des monuments. Elle a su s’adapter à cette nouvelle démarche en partenariat avec Lioté une régie publicitaire spécialisée dans ce domaine.
De nombreux murs peints verront le jour à Paris, en région parisienne, Argenteuil, Aulnay-sous-Bois, Bois-Colombes, Boulogne-Billancourt, Courbevoie, Issy-les-Moulineaux, La Défense, Levallois, Meudon, Montereau-Fault-Yonne, Poissy, Puteaux, Rueil Malmaison, Vanves, Vélizy-Villacoublay, Versailles. D'autres villes de France confieront la réalisation de murs peints à l'artiste, notamment à Cannes, Cambrai, Épernay.
Elle enseigne les techniques de peinture et de perspective au sein de l'école d'Art Mural de Versailles.

### Depuis 2015
En 2016, Catherine Feff créée une société spécialisée dans la création de papiers peints panoramiques artistiques.
Engagée en faveur de la protection de l'environnement, elle a décidé de participer au projet de l'association 0 Mégot pour la préservation de l'eau de la Seine.
En 2017, elle réalise pour la ville de Boulogne-Billancourt un mur peint en trompe-l'œil pour indiquer l'entrée du nouveau musée en l'honneur de Jean Paul Belmondo.
Lors de la cérémonie d'hommage de Johnny Hallyday en 2017, l'église de la Madeleine est recouverte par un portrait de l'artiste en un temps record de quelques heures.
En 2021, la maison des seniors de Poissy est décorée avec un portrait de Catherine Lara réalisé par Catherine Feff.
Depuis plusieurs années, elle a pour projet la reconstitution du Château de Saint Cloud dans le parc éponyme.

## Parutions
- Elle participe au livre Bila Bila en 2009
- Le livre Catherine Feff : la saga retraçant l'ensemble de son parcours et ses réalisations est paru en février 2021[19]
- Participation au TEDxVersaillesGrandParc lors d'une conférence en mai 2021, Réveiller la ville avec des grandes toiles